# Internationale Filmfestspiele von Cannes 2017
Die 70. Internationalen Filmfestspiele von Cannes fanden vom 17. bis 28. Mai 2017 statt. Sie standen zum vierten Mal unter der Leitung von Präsident Pierre Lescure, während Thierry Frémaux als Generaldelegierter für die künstlerische Leitung verantwortlich war.

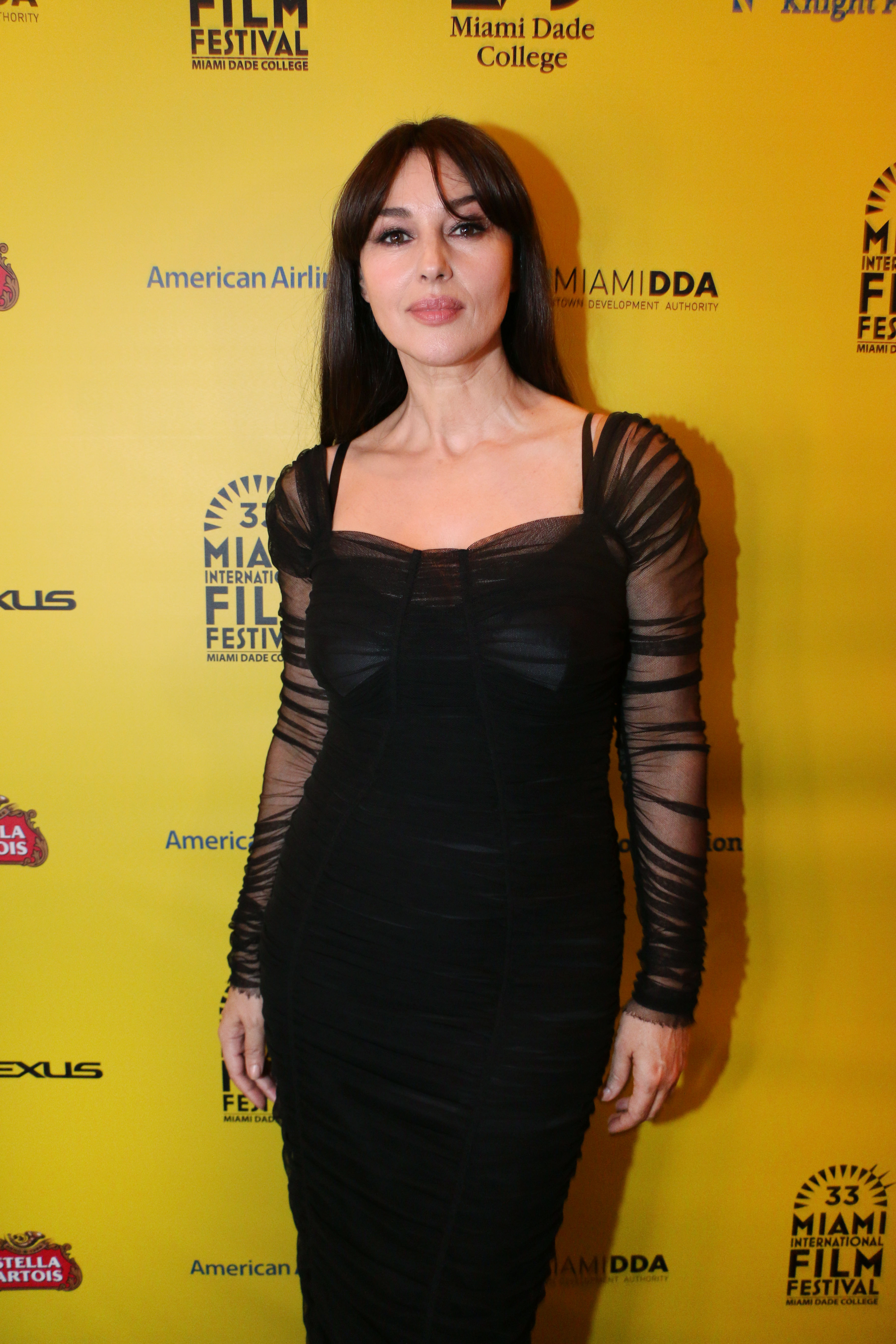
Moderatorin der Auftakt- und Abschlusszeremonie: Monica Bellucci

Jurypräsident des Internationalen Wettbewerbs, in dem unter anderem die Goldene Palme für den besten Film des Festivals vergeben wird, war in diesem Jahr der spanische Filmemacher Pedro Almodóvar. Mit dem Hauptpreis wurde das satirische Drama The Square des Schweden Ruben Östlund ausgezeichnet.
Als Eröffnungsfilm wurde der außer Konkurrenz laufende französische Spielfilm Ismaëls Geister von Arnaud Desplechin ausgewählt. Moderatorin der Auftaktzeremonie und der abschließenden Preisgala war die italienische Schauspielerin Monica Bellucci, die 2016 Jurymitglied war.
Das offizielle Programm, darunter die Filmbeiträge für den internationalen Wettbewerb um die Goldene Palme, wurde am 13. April 2017 vorgestellt und am 27. April 2017 um weitere Filme ergänzt. Zum 70. Jubiläum wurde die Preistrophäe mit 167 kleinen Diamanten besetzt, die sich „wie Sternenstaub“ über das goldene Palmblatt legen.

## Festivalplakat
Für das Festivalplakat stand ein Pressefoto aus dem Jahr 1959 Pate, das die italienische Schauspielerin Claudia Cardinale bei einem Tanz über den Dächern von Rom zeigt. Der Fotograf ist nicht namentlich bekannt. Für Kritik im Internet und in den Sozialen Medien sorgte der Umstand, dass das Foto nachträglich retuschiert wurde, um Cardinale schlanker erscheinen zu lassen. Die Schauspielerin selbst bezeichnete den Eklat später als „falsche Kontroverse“: „Ich habe nichts gegen die künstlerische Bearbeitung des Bilds einzuwenden. Es ist ein Poster, das, neben mir, einen Tanz, einen Flug darstellt. Dieses Bild wurde retuschiert, um die Wirkung der Anmut zu betonen und mich in einen Traum zu verwandeln; es ist Sublimation. Die Sorge hier um den Realismus muss nicht sein, und als überzeugte Feministin sehe ich keine Respektlosigkeit gegenüber den Frauen. Es gibt wichtigere Dinge auf der Welt, die man bereden sollte. Lasst uns nicht vergessen, dass es nur Kino ist!“, so Cardinale.

## Offizielle Auswahl

### Internationaler Wettbewerb

#### Wettbewerbsjury

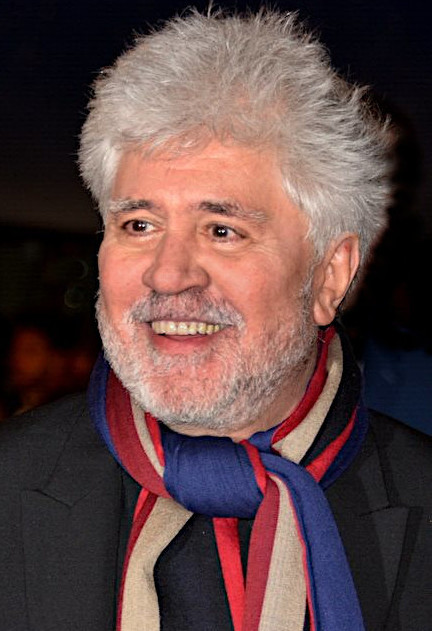
Pedro Almodóvar bei der César-Verleihung 2017

Als Nachfolger des letztjährigen Jurypräsidenten George Miller wurde Ende Januar 2017 Pedro Almodóvar präsentiert. Er gilt als der weltweit bekannteste spanische Filmemacher seiner Generation, mit 20 Regiearbeiten bei Spielfilmen seit den 1980ern. Seine Filme zeichnen sich durch einen „konsequent-eigenwilligen filmischen Stilmix aus schrill-schrägen oder kitschigen Elementen, einen hemmungslosen Zitatstil und surrealistische Einfälle sowie extravagante Kostüme und eine ausgefallene Gestaltung des Ambientes“ aus und machten unter anderem Antonio Banderas, Javier Bardem, Carmen Maura, Victoria Abril und Penélope Cruz (Darstellerpreis in Cannes 2006 für Almodóvars Volver – Zurückkehren) zu Stars. Die Fachkritik lobte Almodóvar als Erben von Luis Buñuel und als Säulenheiligen des europäischen Autorenkinos, als radikalen, unerbittlichen Künstler mit Marotten. „Mein Ideal einer Geschichte ist eine Frau, die sich in einer Krise befindet“, so der Filmemacher.

Almodóvar konkurrierte zwischen 1999 und 2016 fünfmal im Wettbewerb um die Goldene Palme und erhielt 1999 den Regiepreis für Alles über meine Mutter und 2006 den Drehbuchpreis für Volver – Zurückkehren. 2004 eröffnete er mit La mala educación – Schlechte Erziehung außer Konkurrenz das Filmfestival und war 1992 unter Gérard Depardieu bereits Jurymitglied. Auch zierte Almodóvar zur 60. Auflage des Festivals von Cannes gemeinsam mit anderen Filmschaffenden das offizielle Festivalplakat.
Dem Jurypräsidenten standen bei der Vergabe der Festivalpreise mehrere Jurymitglieder zur Seite, die am 25. April 2017 bekanntgegeben wurden:
- Maren Ade, deutsche Regisseurin, Drehbuchautorin und Filmproduzentin (Teilnehmerin am Wettbewerb 2016)
- Jessica Chastain, US-amerikanische Schauspielerin und Filmproduzentin (Juryteilnahme war bereits ab Mitte April bekannt[12])
- Fan Bingbing, chinesische Schauspielerin und Filmproduzentin
- Agnès Jaoui, französische Schauspielerin, Drehbuchautorin und Regisseurin (Drehbuchpreis 2004)
- Park Chan-wook, südkoreanischer Regisseur, Drehbuchautor und Filmproduzent (dreimaliger Wettbewerbsteilnehmer, Großer Preis der Jury 2004 und Preis der Jury 2009)
- Will Smith, US-amerikanischer Schauspieler, Filmproduzent und Musiker
- Paolo Sorrentino, italienischer Regisseur und Drehbuchautor (sechsmaliger Wettbewerbsteilnehmer, Preis der Jury 2008)
- Gabriel Yared, französisch-libanesischer Komponist

#### Spielfilme
Eine Übersicht über die 19 Spielfilme, die um die Goldene Palme konkurrierten (der später mit dem Hauptpreis ausgezeichnete Beitrag The Square von Ruben Östlund wurde nachnominiert):
Nachdem kurz vor Beginn des Filmfestivals Gerüchte aufgekommen waren, dass die überwiegend vom Video-on-Demand-Anbieter Netflix finanzierten Wettbewerbsbeiträge The Meyerowitz Stories (New and Selected) von Noah Baumbach und Okja von Bong Joon-ho aufgrund fehlender Kinostarts in Frankreich von der Teilnahme ausgeschlossen werden könnten, veröffentlichte die Festspielleitung am 10. Mai 2017 eine Richtigstellung auf ihrer Webseite. Beide Filme nahmen am Festival teil, auch wenn mit Netflix bis dahin keine Vereinbarung über einen Kinostart in Frankreich getroffen war. Streitpunkt waren die strengen Verwertungsregeln in Frankreich, die vorschreiben, dass ein Kinofilm erst drei Jahre später als Stream bereitgestellt werden darf. Darüber hinaus gab die Leitung ab 2018 eine neue Regel aus, die besagt, dass zukünftige Wettbewerbsbeiträge über einen französischen Kinoverleih verfügen müssen. Pedro Almódovar verlas bei der Pressekonferenz zur Vorstellung der internationalen Jury eine Protestnote, in der er die Haltung der Festivalleitung unterstützte.
| Film                                                     | Regie                    | Land                                          | Darsteller (Auswahl)                                                |
| -------------------------------------------------------- | ------------------------ | --------------------------------------------- | ------------------------------------------------------------------- |
| 120 BPM (120 battements par minute)                      | Robin Campillo           | Frankreich                                    | Nahuel Pérez Biscayart, Adèle Haenel, Antoine Reinartz              |
| Auguste Rodin (Rodin)                                    | Jacques Doillon          | Frankreich                                    | Vincent Lindon, Izïa Higelin, Séverine Caneele                      |
| Der andere Liebhaber (Amant Double)                      | François Ozon            | Frankreich                                    | Marine Vacth, Jérémie Renier, Jacqueline Bisset                     |
| Aus dem Nichts (In the Fade)                             | Fatih Akin               | Deutschland                                   | Diane Kruger, Denis Moschitto, Numan Acar                           |
| Die Verführten (Les Proies)                              | Sofia Coppola            | Vereinigte Staaten                            | Colin Farrell, Nicole Kidman, Elle Fanning, Kirsten Dunst           |
| Geu-Hu (그 후) (Le Jour d’après / The Day After)         | Hong Sang-soo            | Südkorea                                      | Kim Min-hee, Kwon Hae-hyo                                           |
| Good Time                                                | Benny Safdie Josh Safdie | Vereinigte Staaten, Luxemburg                 | Robert Pattinson, Jennifer Jason Leigh, Barkhad Abdi                |
| Happy End                                                | Michael Haneke           | Frankreich, Deutschland, Österreich           | Jean-Louis Trintignant, Isabelle Huppert, Mathieu Kassovitz         |
| Radiance (Hikari 光 / Vers la lumière)                   | Naomi Kawase             | Japan, Frankreich                             | Masatoshi Nagase, Ayame Misaki, Tatsua Fuji                         |
| Jupiter’s Moon (Jupiter holdja)                          | Kornél Mundruczó         | Ungarn, Deutschland                           | Zsombor Jéger, Merab Ninidze, György Cserhalmi, Mónika Balsai       |
| The Killing of a Sacred Deer (Mise à mort du cerf sacré) | Giorgos Lanthimos        | Irland, Vereinigtes Königreich                | Colin Farrell, Nicole Kidman, Alicia Silverstone                    |
| Die Sanfte (Une femme douce / A Gentle Creature)         | Sergei Loznitsa          | Frankreich, Deutschland, Niederlande, Litauen | Wassilina Makowzewa, Valeriu Andriuta, Sergei Kolessow              |
| The Meyerowitz Stories (New and Selected)                | Noah Baumbach            | Vereinigte Staaten                            | Dustin Hoffman, Adam Sandler, Ben Stiller                           |
| Nelyubov (Нелюбовь) (Faute d’amour / Loveless)           | Andrei Swjaginzew        | Russland, Frankreich, Belgien, Deutschland    | Marjana Spiwak, Alexei Rosin, Matwei Nowikow                        |
| Okja                                                     | Bong Joon-ho             | Südkorea, Vereinigte Staaten                  | Ahn Seo-hyeon, Tilda Swinton, Jake Gyllenhaal                       |
| Le Redoutable (Redoubtable)                              | Michel Hazanavicius      | Frankreich                                    | Louis Garrel, Stacy Martin, Bérénice Bejo                           |
| The Square                                               | Ruben Östlund            | Schweden, Deutschland, Frankreich, Dänemark   | Claes Bang, Elisabeth Moss, Dominic West                            |
| Wonderstruck                                             | Todd Haynes              | Vereinigte Staaten                            | Oakes Fegley, Millicent Simmonds, Julianne Moore, Michelle Williams |
| A Beautiful Day (You Were Never Really Here)             | Lynne Ramsay             | Vereinigtes Königreich                        | Joaquin Phoenix, Ekaterina Samsonov, Alessandro Nivola              |

#### Außer Konkurrenz und Sonderaufführungen
Außer Konkurrenz wurden im Rahmen des offiziellen Programms folgende Filme vorgestellt:
- Nach einer wahren Geschichte (D’après une histoire vraie) – Regie: Roman Polański (Frankreich, Polen, Belgien), mit Emmanuelle Seigner, Eva Green, Vincent Perez
- Ismaëls Geister (Les fantômes d’Ismaël, Frankreich, Eröffnungsfilm) – Regie: Arnaud Desplechin (Frankreich), mit Marion Cotillard, Charlotte Gainsbourg, Louis Garrel, Mathieu Amalric
- How to Talk to Girls at Parties – Regie: John Cameron Mitchell (Vereinigtes Königreich), mit Elle Fanning, Nicole Kidman, Ruth Wilson
- Mugen no jūnin (無限の住人, Blade of the Immortal) – Regie: Takashi Miike (Japan), mit Takuya Kimura, Hana Sugisaki, Sōta Fukushi, Hayato Ichihara
- Augenblicke: Gesichter einer Reise (Visages, villages) – Regie: Agnès Varda (Frankreich), Dokumentarfilm

Mitternachtsaufführungen („Séances de minuit“)
- Ak-Nyeo  (악녀, The Villainess) – Regie: Jung Byung-gil (Südkorea)
- Bulhandang (불한당, The Merciless) – Regie: Byung Sung-hyun (Südkorea), mit Sol Kyung-gu, Siwan
- A Prayer Before Dawn – Regie: Jean-Stéphane Sauvaire (Frankreich), mit Joe Cole

Sonderaufführungen („Séances Spéciales“)
- 12 Jours (12 Days) – Regie: Raymond Depardon (Frankreich), Dokumentarfilm
- Carré 35 (Plot 35) – Regie: Éric Caravaca (Frankreich), Dokumentarfilm
- Demons in Paradise – Regie: Jude Ratman (Frankreich), Dokumentarfilm
- An Inconvenient Sequel: Truth to Power – Regie: Bonni Cohen und Jon Shenk (Vereinigte Staaten), Dokumentarfilm
- Keul-Le-Eo-Ui-Ka-Me-La (클레어의 카메라, Clair’s Camera) – Regie: Hong Sang-Soo (Südkorea), mit Isabelle Huppert, Kim Min-hee, Jeong Jin-yeong
- Napalm – Regie: Claude Lanzmann (Frankreich), Dokumentarfilm
- Nos années folles (Golden Years) – Regie: André Téchiné (Frankreich), mit Pierre Deladonchamps, Céline Sallette, Grégoire Leprince-Ringuet, Michel Fau
- Promised Land – Regie: Eugene Jarecki (Vereinigte Staaten, Deutschland, Frankreich), Dokumentarfilm
- Sea Sorrow – Regie: Vanessa Redgrave (Vereinigtes Königreich), mit Emma Thompson, Ralph Fiennes
- They – Regie: Anahita Ghazvinizadeh (Vereinigte Staaten), mit Rhys Fehrenbacher, Koohyar Hosseini, Nicole Coffineau
- Le Vénérable W. (The Venerable W.) – Regie: Barbet Schroeder (Frankreich, Schweiz), Dokumentarfilm

Virtual Reality (Installation/Ausstellung)
- Carne y Arena (Virtually present, Physically invisible) – Regie: Alejandro G. Iñárritu (Vereinigte Staaten), Kurzfilm

Aufführungen zum 70. Jubiläum der Filmfestspiele
- 24 Frames – Regie: Abbas Kiarostami (Iran), Experimentalfilm
- Come Swim – Regie: Kristen Stewart (Vereinigte Staaten), Kurzfilm
- Top of the Lake: China Girl – Regie: Jane Campion und Ariel Kleiman (Australien), Fernsehserie
- Twin Peaks – Regie: David Lynch (Vereinigte Staaten), Fernsehserie

Aufführung für Kinder
- Zombillénium – Regie: Arthur de Pins und Alexis Ducord (Frankreich), Animationsfilm

### Un Certain Regard

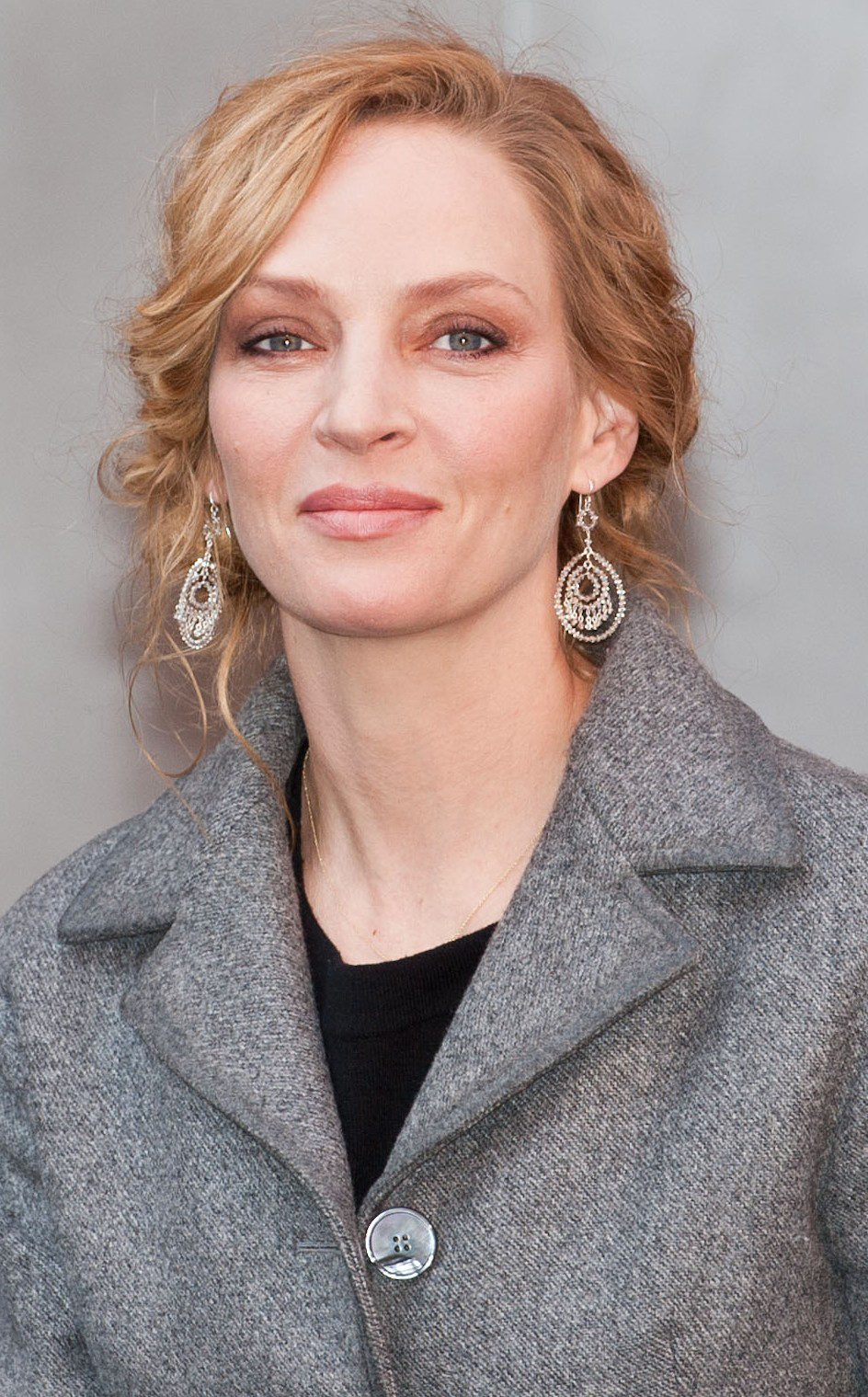
Uma Thurman

In der Reihe Un Certain Regard (deutsch „Ein gewisser Blick“) werden vornehmlich Werke von weniger bekannten Filmemachern gezeigt, die mit einem mit 30.000 Euro dotierten Preis ausgezeichnet werden. Jurypräsidentin war die US-amerikanische Schauspielerin Uma Thurman. Die weiteren Jurymitglieder waren die Regisseure Mohamed Diab (Ägypten) und Joachim Lafosse (Belgien), der französische Schauspieler Reda Kateb und Karel Och, künstlerischer Leiter des Internationalen Filmfestivals Karlovy Vary.
Mit dem Hauptpreis ausgezeichnet wurde der iranische Beitrag A Man of Integrity (لِرد / Lerd) von Mohammad Rasulof.
| Film                                                        | Regie                       | Land                                                              | Darsteller (Auswahl)                                 |
| ----------------------------------------------------------- | --------------------------- | ----------------------------------------------------------------- | ---------------------------------------------------- |
| Aala kaf ifrit (على كف عفريت) (Beauty and the Dogs)         | Kaouther Ben Hania          | Tunesien, Frankreich, Schweden, Norwegen, Libanon, Katar, Schweiz | Mariem Ferjani                                       |
| L’Atelier                                                   | Laurent Cantet              | Frankreich                                                        | Marina Foïs, Matthieu Lucci                          |
| Barbara (Eröffnungsfilm)                                    | Mathieu Amalric             | Frankreich                                                        | Jeanne Balibar, Mathieu Amalric                      |
| La Cordillera (The Summit)                                  | Santiago Mitre              | Argentinien, Frankreich, Spanien                                  | Ricardo Darín, Christian Slater, Dolores Fonzi       |
| Dopo la guerra (Après la guerre / After the War)            | Annarita Zambrano           | Frankreich, Italien                                               | Giuseppe Battiston, Barbora Bobuľová                 |
| En attendant les hirondelles (Until the Birds Return)       | Karim Moussaoui             | Frankreich, Deutschland, Algerien, Katar                          | Mohamed Djouhri, Sonia Mekkiou, Mehdi Ramdani        |
| Fortunata (Lucky)                                           | Sergio Castellitto          | Italien                                                           | Jasmine Trinca, Stefano Accorsi, Alessandro Borghi   |
| La hijas de abril (April’s Daughter)                        | Michel Franco               | Mexiko                                                            | Emma Suárez, Hernán Mendoza, Joanna Larequi          |
| Bonjour Paris (Jeune femme)                                 | Léonor Serraille            | Frankreich                                                        | Lætitia Dosch, Souleymane Seye Ndiaye, Léonie Simaga |
| A Man of Integrity (لِرد / Lerd)                             | Mohammad Rasulof            | Iran                                                              | Reza Akhlaghirad, Soudabeh Beizaee                   |
| Lu gou wei lai (Walking Past the Future)                    | Li Ruijun                   | VR China                                                          | Yang Zishan, Fang Yin                                |
| La novia del desierto (The Desert Bride)                    | Cecilia Atán Valeria Pivato | Argentinien, Chile                                                | Paulina García, Claudio Rissi                        |
| Out                                                         | György Kristóf              | Slowakei, Ungarn, Tschechische Republik                           | Sandor Terhes, Judit Bárdos, Attila Bocsárszky       |
| Posoki (Посоки) (Directions)                                | Stefan Komandarew           | Bulgarien, Deutschland, Mazedonien                                | Iwan Barnew, Georgi Kadurin, Borislawa Stratiewa     |
| Sanpo suru shinryakusha (散歩する侵略者) (Before We Vanish) | Kiyoshi Kurosawa            | Japan                                                             | Masami Nagasawa, Ryuhei Matsuda, Hiroki Hasegawa     |
| Tesnota (Теснота) (Closeness)                               | Kantemir Balagow            | Russland                                                          | Darja Schowner, Olga Dragunowa, Artjom Zypin         |
| Western                                                     | Valeska Grisebach           | Deutschland                                                       | Meinhard Neumann, Reinhardt Wetrek, Waldemar Zang    |
| Wind River                                                  | Taylor Sheridan             | Vereinigte Staaten                                                | Elizabeth Olsen, Jeremy Renner                       |

### Kurzfilmwettbewerb

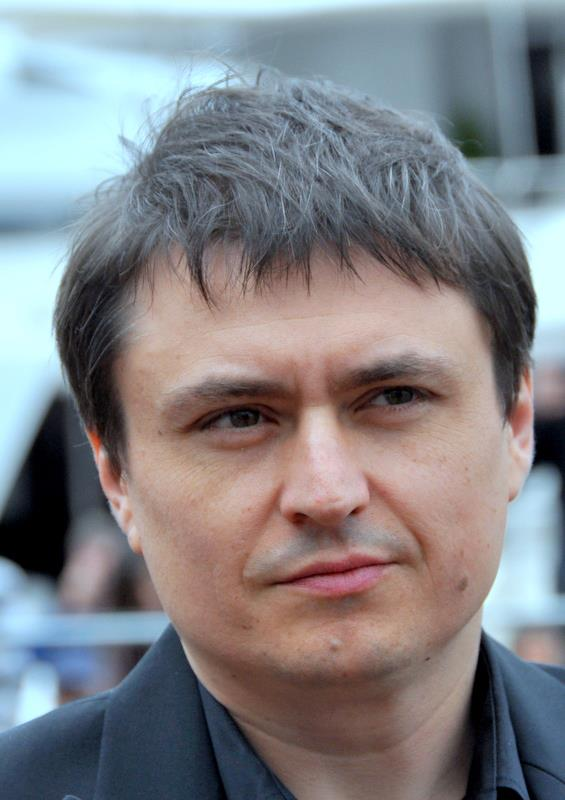
Cristian Mungiu, Jurypräsident des Kurzfilmwettbewerbs und der Reihe Cinéfondation

Der Jury des Kurzfilmwettbewerbs stand der rumänische Regisseur und Drehbuchautor Cristian Mungiu vor. Jurypräsident Mungiu war bis dahin dreimal in den Internationalen Wettbewerb des Filmfestivals von Cannes eingeladen worden und hatte 2007 für 4 Monate, 3 Wochen und 2 Tage die Goldene Palme zugesprochen bekommen. Auch seine folgenden Regiearbeiten Jenseits der Hügel (2012, Drehbuchpreis) und Bacalaureat (2016, Regiepreis) wurden von den Jurys mit Preisen bedacht. Als weitere Jurymitglieder wurden die französische Schauspielerin Clotilde Hesme, und die Filmemacher Barry Jenkins (Vereinigte Staaten), Eric Khoo (Singapur) und Athina Rachel Tsangari (Griechenland) benannt.
Insgesamt wurden 4843 Kurzfilme eingereicht, 165 weniger als im Jahr 2016. Davon kamen folgende neun Kurzfilme in die offizielle Auswahl:
Mit dem Hauptpreis ausgezeichnet wurde der chinesische Beitrag Xiao cheng er yue (小城二月 / A Gentle Night) von Qiu Yang.
| Film                                          | Regie                 | Land                                           | Länge (in min) |
| --------------------------------------------- | --------------------- | ---------------------------------------------- | -------------- |
| Across My Land                                | Fiona Godivier        | Vereinigte Staaten, Frankreich                 | 15’            |
| Damiana                                       | Andrés Ramírez Pulido | Kolumbien, Brasilien                           | 15’            |
| A Drowning Man                                | Mahdi Fleifel         | Vereinigtes Königreich, Dänemark, Griechenland | 15’            |
| Katto (The Ceiling)                           | Teppo Airaksinen      | Finnland                                       | 15’            |
| Koniec widzenia (Time to Go)                  | Grzegorz Mołda        | Polen                                          | 15’            |
| Lunch Time (وقت ناهار)                        | Alireza Ghasemi       | Iran                                           | 15’            |
| Opi, das Walross (Pépé le morse)              | Lucrèce Andreae       | Frankreich                                     | 14’            |
| Push It                                       | Julia Thelin          | Schweden                                       | 8’             |
| Xiao cheng er yue (小城二月) (A Gentle Night) | Qiu Yang              | VR China                                       | 15’            |

### Cinéfondation
Für die 1998 ins Leben gerufene Reihe Cinéfondation werden Kurzfilmarbeiten aus der ganzen Welt ausgewählt, darunter sowohl Animations- als auch Realfilme. Das Programm richtet sich an Filmstudenten. Als Jury fungiert die Kurzfilmjury um Cristian Mungiu.
Insgesamt wurden ca. 2600 Werke eingereicht. Davon kamen folgende 16 Kurzfilme (darunter zwei Animationsfilme) in die offizielle Auswahl:
Mit dem Hauptpreis ausgezeichnet wurde Paul est là (Paul Is Here) von Valentina Maurel.
| Film                                                                                   | Regie                 | Land (Hochschule)                                                    | Länge (in min) |
| -------------------------------------------------------------------------------------- | --------------------- | -------------------------------------------------------------------- | -------------- |
| Afternoon Clouds                                                                       | Payal Kapadia         | Indien (Film and Television Institute of India)                      | 13’            |
| ATLANTÍDA, 2003 (Atlantis, 2003)                                                       | Michal Blaško         | Slowakei (FTF VŠMU)                                                  | 30’            |
| Ben Mamshich (בן ממשיך) (Heritage)                                                     | Yuval Aharoni         | Israel (Steve Tisch School of Film & Television, el Aviv University) | 25’            |
| Camouflage                                                                             | Imge Özbilge          | Belgien (Hogeschool Gent Conservatorium)                             | 6’             |
| Deux Égarés sont morts                                                                 | Tommaso Usberti       | Frankreich (La Fémis)                                                | 27’            |
| Give Up The Ghost                                                                      | Marian Mathias        | Vereinigte Staaten (NYU Tisch School of the Arts)                    | 13’            |
| Heyvan (حیوان) (Animal)                                                                | Bahman Ark            | Iran (Iranian National School of Cinema)                             | 15’            |
| Lejla                                                                                  | Stijn Bouma           | Bosnien und Herzegowina (Sarajevo Film Academy)                      | 22’            |
| Láthatatlan (Invisibly)                                                                | Áron Szentpéteri      | Ungarn (Academy of Drama and Film, Budapest)                         | 32’            |
| Paul est là (Paul Is Here)                                                             | Valentina Maurel      | Belgien (INSAS)                                                      | 24’            |
| Pequeño manifiesto en contra del cine solemne (Little Manifesto Against Solemn Cinema) | Roberto Porta         | Argentinien (Universidad del Cine – FUC)                             | 14’            |
| À perdre haleine                                                                       | Léa Krawczyk          | Frankreich (La Poudrière)                                            | 4’             |
| Tokeru (溶ける)                                                                        | Aya Igashi            | Japan (Toho Gakuen Film Techniques Training College)                 | 45’            |
| Vazio do Lado de Fora (Empty on the Outside)                                           | Eduardo Brandão Pinto | Brasilien (Universidade Federal Fluminense)                          | 22’            |
| Wild Horses                                                                            | Rory Stewart          | Vereinigtes Königreich (NFTS)                                        | 26’            |
| Yin shian bien jian gon lu (迎向邊疆公路) (Towards the Sun)                            | Wang Yi-ling          | Taiwan (National Taiwan University of Arts)                          | 28’            |

### Semaine de la critique

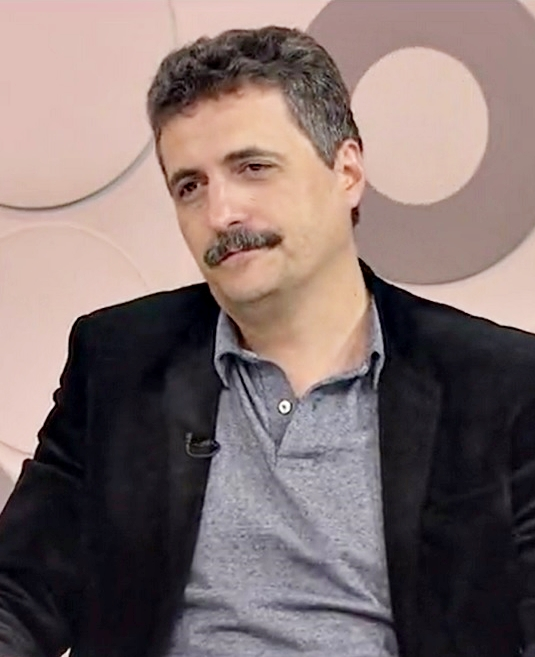
Kleber Mendonça Filho, Jurypräsident der Nebenreihe Semaine de la critique

Parallel zur Vergabe der Goldenen Palme widmet sich die seit 1962 bestehende Nebensektion Semaine de la critique (18. bis 26. Mai 2017) der Entdeckung neuer Talente. Ausgerichtet vom Syndicat français de la critique de cinéma konkurrieren ausschließlich Erstlingsfilme oder Zweitwerke junger Regisseure. Der Wettbewerb umfasste in der Vergangenheit stets sieben Spielfilme und sieben Kurzfilmarbeiten, die seit 1990 mit verschiedenen Preisen ausgezeichnet werden. Begleitet wird die „internationale Kritikerwoche“ von Sonderaufführungen zahlreicher Kurzfilme.
2017 wurde als Jurypräsident der brasilianische Filmemacher Kleber Mendonça Filho berufen, der im Vorjahr mit seinem Spielfilm Aquarius im Wettbewerb um die Goldene Palme vertreten war und in Frankreich den Preis des Syndicat Français de la Critique de Cinéma erhalten hatte. Ihm standen bei der Vergabe der Festivalpreise die kolumbianische Filmproduzentin und Filmfestivalleiterin Diana Bustamante (Filmfestival von Cartagena), der US-amerikanische Filmkritiker Eric Kohn (IndieWire), die libanesische Kinobetreiberin, Festivalleiterin und Filmverleiherin Hania Mroué (Cinema Days of Beirut, Verleih MC Distribution) und der französischen Schauspieler Niels Schneider zur Seite.
Die Programmauswahl wurde am 21. April 2017 offiziell bekanntgegeben.
Mit dem Hauptpreis ausgezeichnet wurde der französische Dokumentarfilm Makala von Emmanuel Gras.

#### Langfilme
| Film                 | Regie                    | Land                       | Darsteller (Auswahl)                               |
| -------------------- | ------------------------ | -------------------------- | -------------------------------------------------- |
| Ava                  | Léa Mysius               | Frankreich                 | Noée Abita, Laure Calamy, Juan Cano                |
| La familia           | Gustavo Rondón Córdova   | Chile, Norwegen, Venezuela | Giovanny García, Reggie Reyes                      |
| Gabriel e a montanha | Fellipe Gamarano Barbosa | Brasilien, Frankreich      | João Pedro Zappa                                   |
| Makala               | Emmanuel Gras            | Frankreich                 | Kabwita Kasongo, Lydie Kasongo                     |
| Oh Lucy!             | Atsuko Hirayanagi        | Japan, Vereinigte Staaten  | Josh Hartnett, Shinobu Terajima, Kaho Minami       |
| Los perros           | Marcela Said             | Chile, Frankreich          | Antonia Zegers, Alfredo Castro, Rafael Spregelburd |
| Tehran Taboo         | Ali Soozandeh            | Deutschland, Österreich    | Elmira Rafizadeh, Zar Amir Ebrahimi, Arash Marandi |

#### Kurzfilme
| Film                                                       | Regie                   | Land                       | Länge (in min) |
| ---------------------------------------------------------- | ----------------------- | -------------------------- | -------------- |
| Los desheredados (Les déshérités)                          | Laura Ferrés            | Spanien                    | 18’            |
| Ela – Szkice na Pozegnanie (Ela – Sketches on a Departure) | Oliver Adam Kusio       | Deutschland                | 26’            |
| Les Enfants partent à l’aube (Children Leave at Dawn)      | Manon Coubia            | Frankreich                 | 23’            |
| Jodilerks Dela Cruz, Employee of the Month                 | Carlo Francisco Manatad | Philippinen, Singapur      | 13’            |
| Möbius                                                     | Sam Kuhn                | Kanada, Vereinigte Staaten | 15’            |
| Najpiękniejsze fajerwerki ever (The Best Fireworks Ever)   | Aleksandra Terpińska    | Polen                      | 30’            |
| Real Gods Require Blood                                    | Moin Hussain            | Vereinigtes Königreich     | 20’            |
| Selva                                                      | Sofía Quirós Ubeda      | Costa Rica                 | 17’            |
| Tesla: lumière mondiale                                    | Matthew Rankin          | Kanada                     |                |
| Le visage (Exposure)                                       | Salvatore Lista         | Frankreich                 | 30’            |

#### Sonderaufführungen
- Eröffnungsfilm: Sicilian Ghost Story – Regie: Fabio Grassadonia und Antonio Piazza (Italien), mit Julia Jedlikowska, Gaetano Fernandez, Corinne Musallari
- Abschlussfilm: Die Abenteuer von Brigsby Bär – Regie: Dave McCary (Vereinigte Staaten), mit Kyle Mooney, Mark Hamill

- Sonderaufführungen – Langfilme:

- Bloody Milk (Petit paysan) – Regie: Hubert Charuel (Frankreich), mit Swann Arlaud, Sara Giraudeau, Bouli Lanners
- Une vie violente – Regie: Thierry de Peretti (Frankreich), mit Jean Michelangeli, Henry-Noël Tabary, Cédric Appietto

- Sonderaufführungen – Kurzfilme:

- After School Knife Fight – Regie: Caroline Poggi, Jonathan Vinel (Frankreich)
- Coelho Mau (Mauvais lapin) – Regie: Carlos Conceição (Frankreich, Portugal)
- Les Îles – Regie: Yann Gonzalez (Frankreich)

### Quinzaine des réalisateurs
Die Nebenreihe Quinzaine des Réalisateurs (dt.: „Zwei Wochen der Regisseure“) wurde 1969 in Anlehnung an die ein Jahr zuvor stattgefundenen Maiunruhen ins Leben gerufen und wird von der Société des réalisateurs de films (SRF) organisiert. Gezeigt werden Langfilme (Dokumentar- und Spielfilme) sowie eine Vielzahl an Kurzfilmen aus aller Welt, ohne dass ein Preis vergeben wird.
Die Programmauswahl wurde am 20. April 2017 offiziell bekanntgegeben.

#### Langfilme
| Film                                                                             | Regie                        | Land                                            | Darsteller (Auswahl)                                  |
| -------------------------------------------------------------------------------- | ---------------------------- | ----------------------------------------------- | ----------------------------------------------------- |
| A Ciambra                                                                        | Jonas Carpignano             | Italien                                         | Pio Amato, Koudous Seihon, Iolanda Amato              |
| Alive in France                                                                  | Abel Ferrara                 | Frankreich                                      |                                                       |
| L’amant d’un jour                                                                | Philippe Garrel              | Frankreich                                      | Éric Caravaca, Esther Garrel, Louise Chevillotte      |
| Bushwick                                                                         | Cary Murnion Jonathan Milott | Vereinigte Staaten                              | Brittany Snow, Dave Bautista, Arturo Castro           |
| Cuori Puri                                                                       | Roberto De Paolis            | Italien                                         | Selene Caramazza, Simone Liberati, Barbora Bobuľová   |
| La Defensa del Dragón                                                            | Natalia Santa                | Kolumbien                                       |                                                       |
| The Florida Project                                                              | Sean Baker                   | Vereinigte Staaten                              | Willem Dafoe, Caleb Landry Jones, Macon Blair         |
| Frost                                                                            | Šarūnas Bartas               | Litauen, Frankreich, Ukraine, Polen             | Andrzej Chyra, Vanessa Paradis, Mantas Janciauskas    |
| I Am Not a Witch                                                                 | Rungano Nyoni                | Vereinigtes Königreich, Frankreich, Deutschland | Maggie Mulubwa, Henry B.J. Phiri, Nancy Murilo        |
| L’Intrusa                                                                        | Leonardo Di Costanzo         | Italien                                         | Raffaella Giordano, Valentina Vannino                 |
| Jeannette – Die Kindheit der Jeanne d’Arc (Jeannette, l’enfance de Jeanne d’Arc) | Bruno Dumont                 | Frankreich                                      | Lise Leplat Prudhomme, Jeanne Voisin, Lucile Gauthier |
| Marlina Si Pembunuh Dalam Empat Babak                                            | Mouly Surya                  | Indonesien                                      | Marsha Timothy, Yoga Pratama                          |
| Mobile Homes                                                                     | Vladimir de Fontenay         | Kanada, Frankreich                              | Imogen Poots                                          |
| Meister der Träume (Nothingwood)                                                 | Sonia Kronlund               | Frankreich, Afghanistan                         | Dokumentarfilm                                        |
| Eine bretonische Liebe (Ôtez-moi d’un Doute)                                     | Carine Tardieu               | Frankreich                                      | François Damiens, Cécile de France, André Wilms       |
| Patti Cake$ – Queen of Rap (Patti Cake$)                                         | Geremy Jasper                | Vereinigte Staaten                              | Danielle Macdonald, Bridget Everett, Mamoudou Athie   |
| The Rider                                                                        | Chloé Zhao                   | Vereinigte Staaten                              | Brady Jandreau, Tim Jandreau, Lilly Jandreau          |
| Meine schöne innere Sonne (Un beau soleil intérieur)                             | Claire Denis                 | Frankreich                                      | Juliette Binoche, Gérard Depardieu, Xavier Beauvois   |

#### Kurzfilme
| Film                | Regie                                 | Land | Länge (in min) |
| ------------------- | ------------------------------------- | ---- | -------------- |
| Água Mole           | Laura Goncalves Alexandra Ramires     |      | 10’            |
| La Bouche           | Camilo Restrepo                       |      | 19’            |
| Copa-Loca           | Christos Massalas                     |      | 14’            |
| Crème de Menthe     | Philippe David Gagné Jean-Marc E. Roy |      | 21’            |
| Farpões, Baldios    | Marta Mateus                          |      | 25’            |
| Min Börda           | Niki Lindroth von Bahr                |      | 14’            |
| Nada                | Gabriel Martins                       |      | 26’            |
| Retour à Genoa City | Benoît Grimalt                        |      | 29’            |
| Tijuana Tales       | Jean-Charles Hue                      |      | 12’            |
| Trešnje             | Dubravka Turić                        |      | 30’            |

### Caméra d’Or
Mit der Caméra d’Or („Goldene Kamera“) wird seit 1978 der beste Debütfilm eines Regisseurs ausgezeichnet, unabhängig in welcher Sektion dieser vertreten ist. Der internationalen Jury stand die französische Schauspielerin Sandrine Kiberlain vor, die 2016 mit dem Kurzfilm Bonne figure ihr Debüt als Regisseurin und Drehbuchautorin gegeben hatte. Als weitere Jurymitglieder wurden die Franzosen Patrick Blossier (Kameramann), Élodie Bouchez (Schauspielerin), Guillaume Brac (Regisseur und Produzent), Thibault Carterot (Präsident von M141), Fabien Gaffez (Autor und Filmkritiker) sowie der Schweizer Michel Merkt (Filmproduzent) berufen. Mit der Caméra d’Or wurde der französische Spielfilm Bonjour Paris (Jeune femme) von Léonor Serraille ausgezeichnet.

## Preisträger

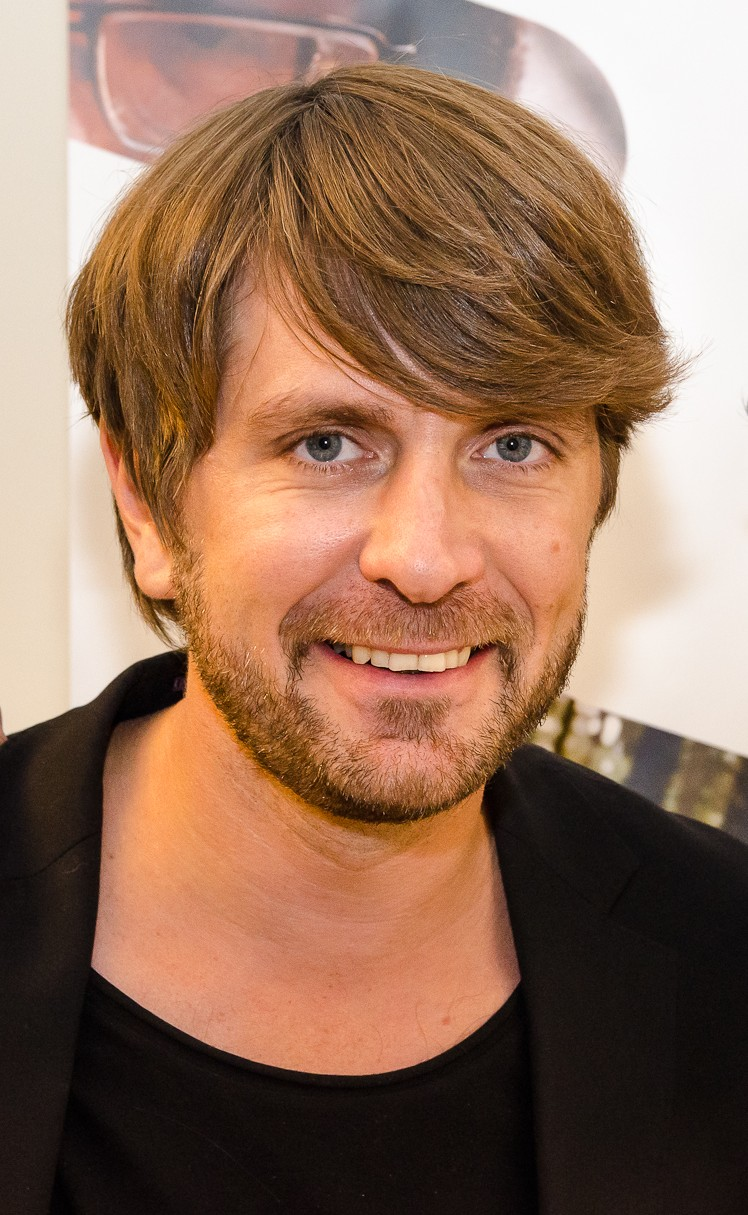
Ruben Östlund wurde mit der Goldenen Palme ausgezeichnet

Die feierliche Preisverleihung für den offiziellen Wettbewerb, den Kurzfilmwettbewerb sowie die Vergabe der Goldenen Kamera fand am letzten Festivaltag zwischen 19 und 20 Uhr im Palais des Festivals et des Congrès statt.
| Kategorie | Preisträger                                                                                           |
| --- | --- |
| Goldene Palme für den besten Film (präsentiert von Juliette Binoche, Bekanntgabe des Preisträgers durch Jurypräsident Pedro Almodóvar) | The Square – Regie: Ruben Östlund                                                                     |
| Großer Preis der Jury (präsentiert von Agnès Jaoui und Costa-Gavras, Bekanntgabe durch Almodóvar)                                      | 120 BPM – Regie: Robin Campillo                                                                       |
| Beste Regie (präsentiert von Fan Bingbing und Gabriel Yared, Bekanntgabe durch Almodóvar)                                              | Sofia Coppola (The Beguiled) (Preis stellvertretend von Maren Ade angenommen)                         |
| Bestes Drehbuch (präsentiert von Marisa Paredes und Park Chan-wook, Bekanntgabe durch Almodóvar)                                       | Efthymis Filippou und Giorgos Lanthimos (The Killing of a Sacred Deer) Lynne Ramsay (A Beautiful Day) |
| Beste Darstellerin (präsentiert von Irène Jacob und Paolo Sorrentino, Bekanntgabe durch Almodóvar)                                     | Diane Kruger (Aus dem Nichts)                                                                         |
| Bester Darsteller (präsentiert von Jessica Chastain, Bekanntgabe durch Almodóvar)                                                      | Joaquin Phoenix (A Beautiful Day)                                                                     |
| Preis der Jury (präsentiert von Maren Ade und Guillaume Gallienne, Bekanntgabe durch Almodóvar)                                        | Nelyubov – Regie: Andrei Swjaginzew                                                                   |
| Spezialpreis der 70. Filmfestspiele (präsentiert von Will Smith, Bekanntgabe durch Almodóvar)                                          | Nicole Kidman                                                                                         |

Wettbewerb – Bester Kurzfilm
- Goldene Palme: Xiao cheng er yue (小城二月 A Gentle Night) – Regie: Qiu Yang
- Lobende Erwähnung: Katto (The Ceiling) – Regie: Teppo Airaksinen

Bestes Erstlingswerk
- Caméra d’Or: Bonjour Paris (Jeune femme) – Regie: Léonor Serraille

Preise der Sektion „Un Certain Regard“
- Hauptpreis: A Man of Integrity (لِرد / Lerd) – Regie: Mohammad Rasulof
- Beste Darstellerin: Jasmine Trinca (Fortunata)
- Beste Regie: Taylor Sheridan (Wind River)
- Preis für den poetischsten Film: Barbara – Regie: Mathieu Amalric
- Preis der Jury: La hijas de abril (April’s Daughter) – Regie: Michel Franco

Preise der Sektion „Cinéfondation“
- 1. Preis: Paul est là (Paul Is Here) – Regie: Valentina Maurel
- 2. Preis: Heyvan (حیوان Animal) – Regie: Bahman Ark
- 3. Preis: Deux Égarés sont morts – Regie: Tommaso Usberti

Preise der Sektion „Semaine internationale de la critique“
Jurypreise:
- Grand Prix Nespresso: Makala – Regie: Emmanuel Gras
- Prix Révélation France 4: Gabriel e a montanha – Regie: Fellipe Gamarano Barbosa
- Prix Découverte Leica Cine du court métrage: Los desheredados (Les déshérités) – Regie: Laura Ferrés

Weitere Preise
FIPRESCI-Preis:
- Bester Wettbewerbsfilm: 120 BPM (120 battements par minute) – Regie: Robin Campillo
- Bester Film der Reihe Un Certain Regard: Tesnota (Теснота / Closeness) – Regie: Kantemir Balagow
- Bester Film der weiteren Sektionen: The Nothing Factory – Regie: Pedro Pinho
- Preis der Ökumenischen Jury: Radiance (Hikari 光 / Vers la lumière) – Regie: Naomi Kawase